# Silbende Kunst
Silbende Kunst (Eigenschreibweise: silbende_kunst) ist eine Kölner Literaturzeitschrift, die seit 2010 besteht.

## Beschreibung
Herausgeberin ist Jenny Feuerstein. Der Heftumfang beträgt ungefähr 20 Seiten. Pro Jahr werden zwei Ausgaben (Sommer und Winter) veröffentlicht, die Lyrik, Fotografie und Werke der bildenden Kunst beinhalten. Die Beiträge stammen größtenteils von weniger bekannten Autoren.

## Ausgaben
- 1 Silben ist Gold
- 2 Waldausgabe
- 3 Höhlentage. Fluchten
- 4 Themenloses Heft
- 5 Märchenheft
- 6 Vom Grenzengehen
- 7 Antike
- 8 Ich bin verwundert
- 9 Innensichten (ungerichtet)
- 10 Bedeutungsschwangere Wolken
- 11 Fäden. Die Fäden fallen aus
- 12 Styx
- 13 Herzfrequenzen. Dichter gen
- 14 Leuchtpapier. Löschpapier
- 15 Heute im Traum
- 16 Zwischen Abendrot und Abendbrot
- 17 Untergrundbahn
- 18 Buchen vor Ort
- 19 Kratergedanken
- 20 Ampelaufenthalt
- 21 Winterregen
- 22 Verwischte Notizen
- 23 Landschaftsbilder
- 24 Gedankengeflügel
- 25 Kinoheft
- 26 Wein lesen
- 27 Von der Nacht in den Morgen
- 28 Klammerheft
- 29 Schriftzeichenstücke
- 30 Fassadenschlaf
- 31 Rotliegendes
- 32 fabelnde_kunst